# Tetrastigma siamense
Tetrastigma siamense är en vinväxtart som beskrevs av Gagnep. & Craib. Tetrastigma siamense ingår i släktet Tetrastigma och familjen vinväxter. Inga underarter finns listade i Catalogue of Life.